# Xarxa d'autobusos interurbans de Tortosa
La Xarxa d'autobusos interurbans de Tortosa és una xarxa de transport terrestre interurbà, que comunica les ciutats de Tortosa, l'EMD de Jesús i Roquetes, a les Terres de l'Ebre. Està formada per 5 línies circulars, i està operada des 1989 per l'empresa Autocars Hife, quan el mes d'abril de 1989 compra a l'empresa Autobuses Ebro SL la concessió V-6406 GC-06 amb els ramals Tortosa-Tortosa per Roquetes, Tortosa-Tortosa per la Raval de Crist i Alfara de Carles-Tortosa, fet que suposa assumir el transport urbà de Tortosa.
L'11 de juny de 2001 s'implanta oficialment el servei d'autobús urbà de Tortosa, inicialment format només per dues línies, l'L1 i l'L2.
També existeixen quatre línies més de caràcter periurbà que connecten el nucli urbà amb l'EMD de Bítem i el barri de Santa Rosa de Lima, l'EMD de Campredó, els Reguers i Vinallop.

## Línies
Aquestes són les línies que conformen la xarxa urbana:

### Línia L1
La línia L1 és la única línia de la xarxa que té caràcter interurbà, ja que comunica les ciutats de Tortosa i Roquetes, passant pel barri de Ferreries i l'EMD de Jesús. Té 23 parades, i de dilluns a divendres feiners té una freqüència de pas aproximada de 15 minuts. Entre el 25 de desembre i l'1 de gener no hi ha servei.

#### Horaris[4]
|                                  | Primer servei | Darrer servei |
| Feiners, de dilluns a divendres  | 06:45h        | 20:30h        |
| Feiners, de dilluns a dissabte   | 06:45h        | 20:30h        |
| De dilluns a diumenges i festius | 06:45h        | 20:45h        |

### Línia L2
És la línia que comunica el centre de Tortosa amb el barri de Sant Llàtzer i l'Hospital de Tortosa Verge de la Cinta. Té 19 parades i només circula els dies feiners de dilluns a divendres. Té una freqüència de pas d'entre 30 minuts i una hora. Serveixen la línia microautobusos de la marca Iveco, model 70C-17.

#### Horaris[7]
|                                                      | Primer servei | Darrer servei |
| Feiners, de dilluns a divendres (De l'1/09 al 31/07) | 07:30h        | 20:00h        |
| Feiners, de dilluns a divendres (De l'1/08 al 31/08) | 07:50h        | 19:50h        |

### Línia L3
És la línia que comunica el centre de Tortosa amb els barris del Rastre, Remolins i Sant Llàtzer. Té 22 parades i només circula els feiners de dilluns a divendres. Té una freqüència de pas d'entre 30 minuts i una hora. Serveixen la línia microautobusos de la marca Iveco, model 70C-17.

#### Horaris[8]
|                                                       | Primer servei | Darrer servei |
| Feiners, de dilluns a divendres (De l'1/09 al 31/07)  | 07:30h        | 20:30h        |
| Feiners, de dilluns a divendres (De l'01/08 al 31/08) | 07:20h        | 20:20h        |

### Línia LD
És la línia que comunica el centre de Tortosa amb els barris de Sant Llàtzer, Rastre i Remolins. Té 27 parades i només circula els dissabtes feiners. Té una freqüència de pas d'entre 35 i 45 minuts.

#### Horaris[9]
|                                                      | Primer servei | Darrer servei |
| Feiners, de dilluns a divendres (De l'1/09 al 31/07) | 08:30h        | 13:10h        |
| Feiners, de dilluns a divendres (De l'1/08 al 31/08) | 08:30h        | 13:00h        |

### Bus Llançadora
Aquesta línia fou creada el 12 de setembre de 2016, i comunica l'entrada de Tortosa, a la Plaça del Bimil·lenari, amb l'Hospital de Tortosa Verge de la Cinta, amb una única parada intermèdia a l'estació d'autobusos. Té una freqüència de pas d'aproximadament 30 minuts. Circula tot l'any, els feiners de dilluns a divendres.

#### Horaris[12]
|                                 | Primer servei             | Primer servei                 | Darrer servei             | Darrer servei |
| A: Hospital Verge de la Cinta   | A: Plaça del Bimil·lenari | A: Hospital Verge de la Cinta | A: Plaça del Bimil·lenari |               |
| Feiners, de dilluns a divendres | 07:45h                    | 08:00h                        | 19:15h                    | 19:30h        |